# Janiralata bifurcata
Janiralata bifurcata är en kräftdjursart som beskrevs av Boris Vladimirovich Mezhov 1981. Janiralata bifurcata ingår i släktet Janiralata och familjen Janiridae. Inga underarter finns listade i Catalogue of Life.